# OhmyNews
OhmyNews (오마이뉴스) est une société coréenne d'édition, notamment de news, créée en 2000. Son président est Oh Yeon-ho.

## Présentation
OhmyNews est d'abord un journal sur internet dans un pays qui compte le plus grand nombre de journaux en ligne. Son nom vient de l'expression en anglais Oh my God (« Oh mon Dieu ! »). Il a été lancé le 22 février 2000. Son slogan est : Chaque citoyen est un journaliste.
Depuis 2005, le journal comporte une version internationale en langue anglaise. Le 28 août 2006, une version japonaise a vu le jour. Le 24 avril 2009, elle a dû annoncer sa fermeture.

## Un contrepoids aux quotidiens conservateurs
Selon Oh Yeon-ho, président de Ohmynews, le succès du journal s'explique par la volonté des Sud-Coréens de se réapproprier leur liberté de parole bridée pendant le régime militaire, ainsi que par un souci de rééquilibrage politique dans un paysage médiatique national encore dominé par trois quotidiens écrits de sensibilité conservatrice.
Il y a les problèmes, une crise sévère depuis 2008.